# Madjid Bougherra
Madjid Bougherra (Dijon, Francia, 7 de octubre de 1982) es un exjugador y entrenador de fútbol francés nacionalizado argelino. Actualmente está sin club.

## Carrera como jugador

### Gueugnon
Bougherra nació y creció en Dijon, Côte-d'Or, en el este de Francia.Bougherra se unió al Gueugnon en julio de 2002. Mientras estuvo en el club de la Ligue 2, disputó 49 partidos de liga y marcó un gol. También hizo una única aparición en la Copa de la Liga.

### Crewe Alexandra
En enero de 2006, Bougherra fue cedido al Crewe Alexandra del EFL Championship.Logró entrar en los libros de récords del Crewe luego de que su agente Charles Collymore, quien recomendó al defensa argelino, obtuviera una recompensación de £5,000, lo que lo convirtió en el primer representante en recibir una tarifa del club inglés.
Después de una serie de actuaciones impresionantes, incluido un gol en la victoria por 4-1 sobre el Coventry City,muchos de los seguidores del club instaron al entonces técnico Dario Gradi a fichar a Bougherra de forma permanente. Sin embargo, en abril de 2006, confirmó que dejaría al equipo al final de su cesión después de no poder ayudar al club a evitar el descenso a la League One.

### Sheffield Wednesday
En mayo de 2006, fue transferido al Sheffield Wednesday del EFL Championship por una tarifa cercana a las £300.000. Tuvo un gran impacto en el club luego de ganar el premio al Jugador del Mes en apenas su segundo mes y ser capitán del equipo por primera vez en el mes de octubre. También marcó dos goles contra el Ipswich Town y West Bromwich Albion en la primera mitad de la temporada 2006-07.

### Charlton Athletic
El 28 de enero de 2007, Bougherra fue fichado por el Charlton Athletic que pagó £2.5 millones.Bougherra fue vinculado con una transferencia al West Brom en el verano de 2008 después se aceptara una tarifa de transferencia de £2,5 millones. Sin embargo, decidió no unirse al equipo de West Bromwich, diciendo que la ausencia de su presidente, Jeremy Peace, durante las negociaciones fue un factor importante.

### Rangers
El 31 de julio de 2008, Bougherra se unió al Rangers por £2,5 millones y firmó un contrato de cuatro años.En marzo de 2011, anunció que tenía la intención de dejar el club al final de la temporada 2010-11 después de rechazar un nuevo contrato.El 3 de agosto, en un partido de clasificación de la Liga de Campeones de la UEFA 2011-12 contra el Malmö FF, recibió una tarjeta roja directa por darle un codazo a un oponente, que resultó ser su último partido con el equipo escocés.

### Lekhwiya
En agosto de 2011, Bougherra se mudó al club qatarí Lekhwiya por £1,7 millones.Hhizo su debut liguero el 16 de septiembre en un partido contra el Al-Wakrah donde marcó el único gol del partido. En su primera temporada, ayudó al equipo a ganar la Qatar Stars League 2011-12. En mayo de 2014, dejó de jugar en Catar.

### Fujairah y Aris Salónica
Tras expirar su contrato, se trasladó a los Emiratos Árabes Unidos en el verano de 2014, donde fichó por el Fujairah SC junto a su compatriota Hassan Yebda.Permaneció en el club árabe hasta septiembre de 2016 cuando firmó para el Aris Salónica.Tres meses después, tras no disputar ningún encuentro en el equipo griego y sólo aparecer una vez en el banquillo, Bougherra anunció su retirada del fútbol.

## Selección nacional
A pesar de haber nacido en Francia, Bougherra cuenta también con la nacionalidad argelina por lo que optó por representar a Argelia. Con la selección africana disputó 70 partidos internacionales y marcó cuatro goles desde el 2004 hasta 2015. Participó en la Copa Africana de Naciones 2010, donde terminaron cuartos, y en la Copa Mundial de la FIFA de 2010. Se desempeñó como capitán del equipo en la Copa Mundial de la FIFA 2014.

### Participaciones en Copas del Mundo
| Mundial                        | Sede      | Resultado        |
| ------------------------------ | --------- | ---------------- |
| Copa Mundial de Fútbol de 2010 | Sudáfrica | Primera fase     |
| Copa Mundial de Fútbol de 2014 | Brasil    | Octavos de final |

### Participaciones internacionales
| Torneo                         | Sede   | Resultado |
| ------------------------------ | ------ | --------- |
| Copa Africana de Naciones 2010 | Angola | Semifinal |

## Carrera como entrenador
En 2017, Bougherra se incorporó al cuerpo técnico de Georges Leekens en la selección de Argelia.En el verano de 2017, se convirtió en entrenador del filial/equipo sub-23 del Al-Duhail.
El 16 de junio de 2019, fue nombrado entrenador del club emiratí Fujairah FC.El 9 de febrero de 2020, dejó su cargo de mutuo acuerdo tras caer en la zona de descenso.
El 22 de junio de 2020, la Federación Argelina de Fútbol anunció el nombramiento de Bougherra para el cargo de entrenador de la selección A de Argelia.El 18 de diciembre de 2021, obtuvo la Copa Árabe de la FIFA luego de vencer a Túnez por 2-0 en la final.En octubre de 2023, presentó su renuncia al cargo para convertirse en el técnico de un club.
El 18 de octubre de 2023, fue oficializado como entrenador del Al-Markhiya y firmó un contrato de tres años.En mayo de 2024, el club descendió a la Qatargas League luego de caer ante el Al-Shahaniya por 3-1 en el play-off para mantener la categoría.El 3 de junio, fue relevado de sus funciones por la directiva catarí.

## Clubes

### Como jugador
| Club                | País                   | Año       |
| ------------------- | ---------------------- | --------- |
| Gueugnon            | Francia                | 2002-2006 |
| Crewe Alexandra     | Inglaterra             | 2006      |
| Sheffield Wednesday | Inglaterra             | 2006-2007 |
| Charlton Athletic   | Inglaterra             | 2007-2008 |
| Rangers             | Escocia                | 2008-2011 |
| Lekhwiya            | Catar                  | 2011-2014 |
| Fujairah            | Emiratos Árabes Unidos | 2014-2016 |
| Aris Salónica       | Grecia                 | 2016      |

### Como entrenador
| Club                   | País                   | Año       |
| ---------------------- | ---------------------- | --------- |
| Fujairah               | Emiratos Árabes Unidos | 2019-2020 |
| Selección A de Argelia | Argelia                | 2020-2023 |
| Al-Markhiya            | Catar                  | 2023-2024 |

## Palmarés

### Como jugador

#### Campeonatos nacionales
| Título                     | Club     | País    | Año     |
| -------------------------- | -------- | ------- | ------- |
| Scottish Premiership       | Rangers  | Escocia | 2008-09 |
| Copa de Escocia            | Rangers  | Escocia | 2008-09 |
| Scottish Premiership       | Rangers  | Escocia | 2009-10 |
| Copa de la Liga de Escocia | Rangers  | Escocia | 2009-10 |
| Scottish Premiership       | Rangers  | Escocia | 2010-11 |
| Copa de la Liga de Escocia | Rangers  | Escocia | 2010-11 |
| Qatar Stars League         | Lekhwiya | Catar   | 2011-12 |
| Copa Príncipe de la Corona | Lekhwiya | Catar   | 2012-13 |
| Qatar Stars League         | Lekhwiya | Catar   | 2013-14 |

### Como entrenador

#### Campeonatos internacionales
| Título                | Club                 | País    | Año  |
| --------------------- | -------------------- | ------- | ---- |
| Copa Árabe de la FIFA | Selección de Argelia | Argelia | 2021 |